# Vinyl 95,3
Vinyl 95,3 var en radiostation som sände musik från 1960-talet i Skåne. Stationen sände från närradiofrekvensen 95,3 i Svedala och var kopplad till Bonnier Radio som även ägde Vinyl 107,1 i Stockholm. Dess slogan var "Den bästa musiken för 60-talet".
Stationens hade sin början i Hit Radio som började sända på 95,3 1999. Vinyl började sända från Vellinge år 2000, men senare bytte Hit Radio och Vinyl frekvens med varandra så att Vinyl kunde sända på den starkare frekvensen 95,3. Vellingestationen fick senare lägga ner då en dansk station började sända på samma frekvens. Ännu en Vinylstation startades under 2001 genom av Hit 94,5 i Landskrona blev Vinyl. Sedermera startade Bonnier även Lugna Melodier på 93,6 i Kävlinge. 
Genom att utnyttja närradioföreningens frekvenser kunde Vinyl sända utan att betala koncessionsavgift och följa de regler som gäller för privat lokalradio. Detta kritiserades dock och som en följd av detta bildade ett flertal personer kopplade till konkurrenten Radio City Malmö egna närradioföreningar. Dessa började sända på Radio Easy på Vinyls frekvens 95,3 i februari 2003. 
I september 2003 bestämde sig Bonner och SBS för att slå ihop sina radioverksamheter till SBS Radio, vilket ledde till att Vinyl och Radio City fick samma ägare. Vinyl kunde därför snart påbörja dygnet runt-sändningar igen.
Vid årsskiftet 2004/2005 trädde en skärpning av närradiolagen i kraft och Vinyl fick upphöra med sina sändningar. På 95,3 och 93,6 hördes under en period av "Klassix" som sände klassisk musik och uppmaningar till lyssnaren att byta till Mix Megapol eller Radio City. Landskronastationen levde dock vidare under formatet Lugna Melodier, men kom under 2007 att återgå till oldiesformatet när den blev Gamla Godingar 94,5. Vinyls gamla Svedalafrekvens används sedan februari 2008 av Fun Radio.
Tisdagen den 28 september 2010 tystnade Gamla Godingar på 94,5 och ersattes av en sändning från Stockholm.